# George Alexander Osborne

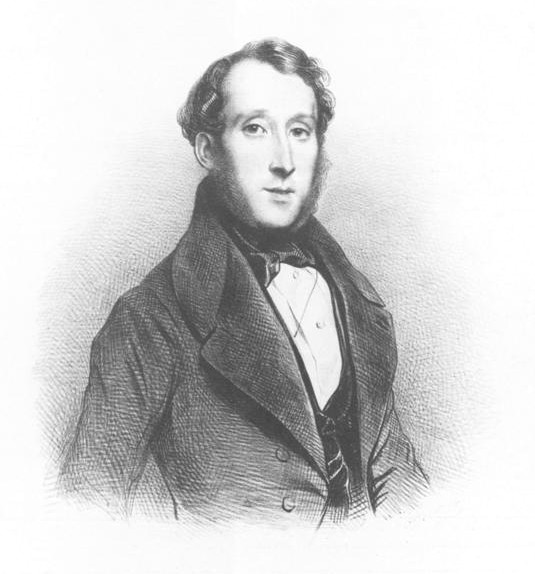
George Alexander Osborne.

George Alexander Osborne, född den 24 september 1806 i Limerick, död den 16 november 1893 i London, var en irländsk pianist och tonsättare. 
Osborne, som var en ansedd pianolärare, skrev 2 operor, uvertyrer, kammarmusik, bland annat violinduor tillsammans med Bériot och andra, men gjorde sig mest känd som pianokompositör i den ytligare salongsgenren (hans Pluie de perles var på sin tid ett allbekant stycke).